# Waterstoniella errata
Waterstoniella errata is een vliesvleugelig insect uit de familie vijgenwespen (Agaonidae). De wetenschappelijke naam is voor het eerst geldig gepubliceerd in 1966 door Jacobus Theodorus Wiebes.